# 23128 Dorminy
23128 Dorminy è un asteroide della fascia principale. Scoperto nel 2000, presenta un'orbita caratterizzata da un semiasse maggiore pari a 2,2905939 UA e da un'eccentricità di 0,0956170, inclinata di 3,10010° rispetto all'eclittica.